# Curt Jonsson
Curt Olov Jonsson, född 7 november 1921 i Solna församling, Stockholms län, död där 26 november 1958, var en svensk filmfotograf.
Jonsson arbetade först vid Armé-, Marin- och Flygfilm för att därefter under hela sin aktiva karriär vara knuten till Sandrews. Han är begravd på Solna kyrkogård.

## Filmfoto i urval
- 1945 – Direktörn är upptagen
- 1948 – Kärlek, solsken och sång
- 1949 – Pippi Långstrump
- 1949 – Havets son
- 1950 – Anderssonskans Kalle
- 1951 – Det var en gång en sjöman
- 1952 – Ubåt 39
- 1952 – Hon kom som en vind
- 1953 – Ursula – flickan i finnskogarna
- 1953 – Kvinnohuset
- 1953 – En skärgårdsnatt
- 1954 – Taxi 13
- 1954 – Gud Fader och tattaren
- 1954 – Café Lunchrasten
- 1954 – Skrattbomben
- 1956 – Främlingen från skyn
- 1957 – Johan på Snippen tar hem spelet